# 横芝郵便局
横芝郵便局（よこしばゆうびんきょく）は、千葉県山武郡横芝光町にある郵便局。民営化前の分類では集配普通郵便局であった。

## 概要
住所：〒289-1799 千葉県山武郡横芝光町横芝1156-1
民営化直前の集配業務再編において、多くの集配普通郵便局は統括センターとなったが、当局は配達センターとされたため、民営化後も郵便事業株式会社の支店は併設されず、集配センターが併設された。

## 沿革
- 1873年（明治6年）1月1日 - 横芝郵便取扱所として開設[1]。
- 1875年（明治8年）1月1日 - 横芝郵便局（五等）となる。
- 1885年（明治18年）10月1日 - 貯金取扱を開始。
- 1890年（明治23年）10月16日 - 為替取扱を開始。
- 1956年（昭和31年）12月15日 - 大総郵便局から電話交換事務を移管[2]。
- 1966年（昭和41年）3月31日 - 東陽郵便局から和文電報配達業務を移管。
- 1968年（昭和43年）9月17日 - 電話交換、和文電報配達および欧文電報受付・配達の各業務を、横芝電報電話局に移管。
- 2002年（平成14年）8月1日 - 特定郵便局から普通郵便局に局種別改定。
- 2007年（平成19年）10月1日 - 民営化に伴い、併設された郵便事業八日市場支店横芝集配センターに一部業務を移管。
- 2012年（平成24年）10月1日 - 日本郵便株式会社発足に伴い、郵便事業八日市場支店横芝集配センターを横芝郵便局に統合。

## 取扱内容
- 郵便、印紙、ゆうパック、内容証明
- 貯金、為替、振替、振込、国際送金、国債、投資信託
- 生命保険、バイク自賠責保険、自動車保険
- ゆうちょ銀行ATM
- 山武郡横芝光町内の集配業務

## 周辺
- 横芝光町立図書館横芝分館
- 横芝光消防署
- 栗山川

## アクセス
- JR総武本線 横芝駅から北西へ約900m（徒歩約10分）
- 千葉交通バス 横芝局前停留所、横芝光町内循環バス 文化会館停留所下車
- 銚子連絡道路 横芝光ICから南西へ約2km
- 駐車場あり：11台